# Subespécie

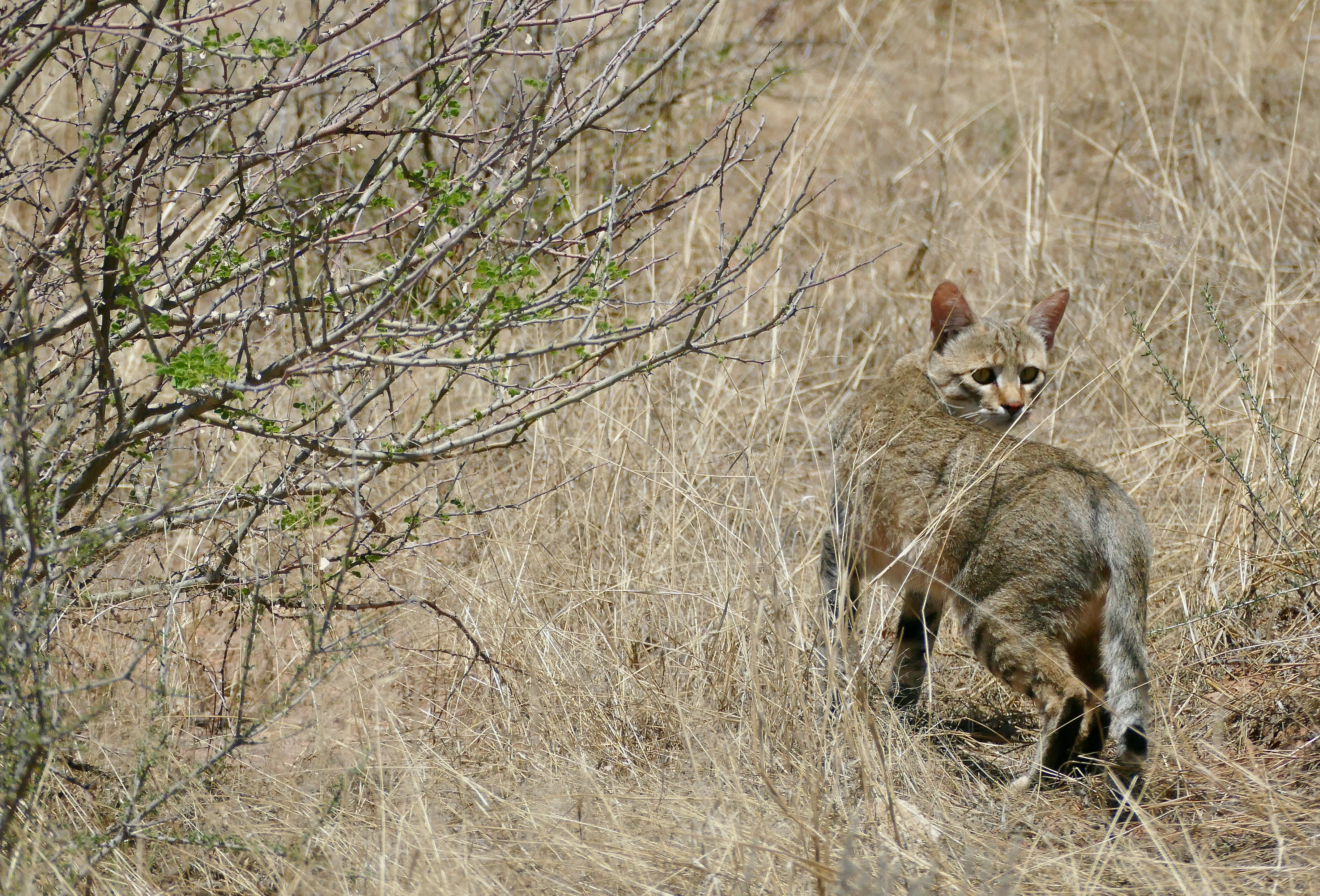
Felis silvestris lybica, o gato-selvagem-africano, é uma subespécie do gato-selvagem.

Na classificação biológica, o termo subespécie se refere a uma de duas ou mais populações de uma espécie vivendo em subdivisões diferentes da distribuição da espécie e variando umas das outras por características morfológicas. Uma única subespécie não pode ser reconhecida independentemente: uma espécie é reconhecida como não tendo nenhuma subespécie ou pelo menos duas, incluindo qualquer uma que esteja extinta.
Em zoologia, de acordo com o Código Internacional de Nomenclatura Zoológica, a subespécie é a única classificação taxonômica abaixo daquela das espécies que podem receber um nome. Em botânica e micologia, de acordo com o Código Internacional de Nomenclatura para Algas, Fungos e Plantas, outras categorias infra-específicas, como variedade, podem ser nomeadas. Em bacteriologia e virologia, sob a nomenclatura bacteriana padrão e nomenclatura de vírus, existem recomendações, mas não requisitos estritos para o reconhecimento de outras classificações infra-específicas importantes.
Um taxonomista decide se deve reconhecer uma subespécie. Um critério comum para reconhecer duas populações distintas como subespécies, em vez de espécies completas, é a capacidade delas de cruzar, mesmo que alguns filhotes machos sejam estéreis. Na natureza, as subespécies não cruzam devido ao isolamento geográfico ou seleção sexual.[carece de fontes?] As diferenças entre as subespécies são geralmente menos distintas do que as diferenças entre as espécies.

## Subespécies nominotípicas e autonômicas
Na nomenclatura zoológica, quando uma espécie é dividida em subespécies, a subespécie que contém o tipo original é considerada como a "subespécie nominotípica", mantendo então o mesmo autor, data de descrição e nome binomial que a espécie. Por exemplo, Motacilla alba alba (muitas vezes abreviada como M. a. alba) é a subespécie nominotípica da alvéola-branca (Motacilla alba).
Na nomenclatura botânica, o nome da subespécie que repete automaticamente o nome de sua espécie é o seu "autônimo", e a subespécie é a "subespécie autonômica".